# سقره
سقره یک منطقهٔ مسکونی در اردن است که در استان عمان واقع شده‌است.